# Albany and Eastern Railroad
| Lok Nr. 2001 und 2501 auf einer kleinen Trestle Bridge. |                      |                                                    |                                                    |
| Das Streckennetz der Albany and Eastern Railroad. |                      |                                                    |                                                    |
| Streckenlänge: | 114 km               |                                                    |                                                    |
| Spurweite: | 1435 mm (Normalspur) |                                                    |                                                    |
| Maximale Neigung: | 5,1 ‰                |                                                    |                                                    |
| Minimaler Radius: | 180 m                |                                                    |                                                    |
| |                      |                                                    |                                                    |
| \| \| 76,7 \| Mill City (76,6 Kilometer von Albany) \| 256 m ü. M. \| \| \| \| \| \| \| \| \| \| \| \| \| 66,9 \| Lyons Ausweichstelle \| 206 m ü. M. \| \| \| \| \| \| \| \| \| (12 m) \| \| \| \| \| Bear Branch (16 m) \| \| \| \| \| \| \| \| \| \| Sucker Slough (15 m) \| \| \| \| \| Thomas Creek (113 m) \| \| \| \| \| Santiam River (52 m) \| \| \| \| \| (32 m) \| \| \| \| 31,9 \| Crabtree Ausweichstelle \| 86 m ü. M. \| \| \| \| Ausweichstelle Snow Peak Log Pond \| \| \| \| \| Einmündung in die Brooklyn Subdivision der UP \| \| \| \| \| Beginn der Albany and Eastern Railroad \| \| \| \| 0,0 \| Albany (Oregon) der AERC \| 72 m ü. M. \| \| \| \| US 5 / Onehorse Slough \| \| \| \| \| Ausweichstelle Midway Driver Southeast \| \| \| \| \| Ausweichstelle Gore Drive \| \| \| \| 17,7 \| Lebanon \| 104 m ü. M. \| \| \| \| Abzweigung zum AERC Depot \| \| \| \| \| South Santiam River (257 m) \| \| \| \| \| Lebanon Santiam Canal (28 m) \| \| \| \| 18,3 \| Verzweigung Lebanon \| Verzweigung Lebanon \| \| \| \| Lebanon Santiam Canal (10 m) \| \| \| \| \| Ausweichstelle Railroad Street \| \| \| \| \| Ausweichstelle Weirich Drive \| \| \| \| \| Ausweichstelle Weyerhaeuser Sägewerk \| \| \| \| \| Noble Creek (13 m) \| \| \| \| \| Sägewerk \| \| \| \| \| Ausweichstelle \| \| \| \| \| Ames Creek (45 m) \| \| \| \| 41,3 \| Sweet Home (Oregon) \| 165 m ü. M. \| \| \| \| Wiley Creek \| \| \| \| \| Santiam Highway \| \| \| \| 45 \| Murphy Veneer Sweet Home (45 Kilometer von Albany) \| Murphy Veneer Sweet Home (45 Kilometer von Albany) \| \| \| \| \| \| \| Quellen: [1] \| \| \| \| |                      |                                                    |                                                    |
| Betriebs-/Güterbahnhof Streckenanfang | 76,7                 | Mill City (76,6 Kilometer von Albany)              | 256 m ü. M.                                        |
| Abzweig geradeaus und von links |                      |                                                    |                                                    |
| Abzweig geradeaus und von links |                      |                                                    |                                                    |
| Dienststation / Betriebs- oder Güterbahnhof | 66,9                 | Lyons Ausweichstelle                               | 206 m ü. M.                                        |
| Brücke |                      |                                                    |                                                    |
| Brücke |                      | (12 m)                                             | (12 m)                                             |
| Brücke über Wasserlauf |                      | Bear Branch (16 m)                                 | Bear Branch (16 m)                                 |
| Abzweig geradeaus und von links |                      |                                                    |                                                    |
| Brücke über Wasserlauf |                      | Sucker Slough (15 m)                               | Sucker Slough (15 m)                               |
| Brücke über Wasserlauf |                      | Thomas Creek (113 m)                               | Thomas Creek (113 m)                               |
| Brücke über Wasserlauf |                      | Santiam River (52 m)                               | Santiam River (52 m)                               |
| Brücke |                      | (32 m)                                             | (32 m)                                             |
| ehemaliger Dienststation / Betriebs- oder Güterbahnhof | 31,9                 | Crabtree Ausweichstelle                            | 86 m ü. M.                                         |
| Dienststation / Betriebs- oder Güterbahnhof |                      | Ausweichstelle Snow Peak Log Pond                  | Ausweichstelle Snow Peak Log Pond                  |
| Abzweig geradeaus und nach rechts · Strecke |                      | Einmündung in die Brooklyn Subdivision der UP      | Einmündung in die Brooklyn Subdivision der UP      |
| Wechsel des Eisenbahninfrastrukturunternehmens · Strecke |                      | Beginn der Albany and Eastern Railroad             | Beginn der Albany and Eastern Railroad             |
| Dienststation / Betriebs- oder Güterbahnhof · Strecke | 0,0                  | Albany (Oregon) der AERC                           | 72 m ü. M.                                         |
| Strecke mit Straßenbrücke · Brücke über Wasserlauf |                      | US 5 / Onehorse Slough                             | US 5 / Onehorse Slough                             |
| Dienststation / Betriebs- oder Güterbahnhof · Strecke |                      | Ausweichstelle Midway Driver Southeast             | Ausweichstelle Midway Driver Southeast             |
| Dienststation / Betriebs- oder Güterbahnhof · Strecke |                      | Ausweichstelle Gore Drive                          | Ausweichstelle Gore Drive                          |
| Dienststation / Betriebs- oder Güterbahnhof · Strecke | 17,7                 | Lebanon                                            | 104 m ü. M.                                        |
| Abzweig geradeaus und nach links · Strecke |                      | Abzweigung zum AERC Depot                          | Abzweigung zum AERC Depot                          |
| Abzweig geradeaus und nach rechts · Brücke über Wasserlauf |                      | South Santiam River (257 m)                        | South Santiam River (257 m)                        |
| Brücke über Wasserlauf · Abzweig geradeaus und von links |                      | Lebanon Santiam Canal (28 m)                       | Lebanon Santiam Canal (28 m)                       |
| Strecke nach links · Abzweig nach rechts und von rechts | 18,3                 | Verzweigung Lebanon                                | Verzweigung Lebanon                                |
| Brücke über Wasserlauf |                      | Lebanon Santiam Canal (10 m)                       | Lebanon Santiam Canal (10 m)                       |
| Dienststation / Betriebs- oder Güterbahnhof |                      | Ausweichstelle Railroad Street                     | Ausweichstelle Railroad Street                     |
| Dienststation / Betriebs- oder Güterbahnhof |                      | Ausweichstelle Weirich Drive                       | Ausweichstelle Weirich Drive                       |
| Dienststation / Betriebs- oder Güterbahnhof |                      | Ausweichstelle Weyerhaeuser Sägewerk               | Ausweichstelle Weyerhaeuser Sägewerk               |
| Brücke über Wasserlauf |                      | Noble Creek (13 m)                                 | Noble Creek (13 m)                                 |
| Abzweig geradeaus und nach links |                      | Sägewerk                                           | Sägewerk                                           |
| Dienststation / Betriebs- oder Güterbahnhof |                      | Ausweichstelle                                     | Ausweichstelle                                     |
| Brücke über Wasserlauf |                      | Ames Creek (45 m)                                  | Ames Creek (45 m)                                  |
| Dienststation / Betriebs- oder Güterbahnhof | 41,3                 | Sweet Home (Oregon)                                | 165 m ü. M.                                        |
| Brücke über Wasserlauf |                      | Wiley Creek                                        | Wiley Creek                                        |
| Brücke |                      | Santiam Highway                                    | Santiam Highway                                    |
| Betriebs-/Güterbahnhof Streckenende | 45                   | Murphy Veneer Sweet Home (45 Kilometer von Albany) | Murphy Veneer Sweet Home (45 Kilometer von Albany) |
| |                      |                                                    |                                                    |
| Quellen: |                      |                                                    |                                                    |

Die Albany and Eastern Railroad (AERC) ist eine Eisenbahngesellschaft mit Sitz in Lebanon (Oregon). Die Gesellschaft betreibt Güterverkehr und Ausflugszüge auf einer ehemaligen Strecke der Southern Pacific Railroad und der Oregon Electric Company. Die Strecke beginnt in Albany (Oregon) und führt nach Lebanon. Dort verzweigt sie sich in einen nördlichen Ast nach Mill City und in einen südlichen nach Sweet Home (Oregon). Eine weitere kurze Strecke befindet sich südlich von Corvallis (Oregon). Während der Güterverkehr den größten Teil des Geschäfts ausmacht, werden Reisezüge unter dem Namen Santiam Excursion Trains angeboten. Eigentümer der Gesellschaft ist die Rick Franklin Corporation.

## Geschichte
1880 erbaute die Albany-Lebanon Railroad eine Strecke zwischen Albany und Lebanon (Oregon). Nach Fertigstellung der Strecke ging das Eigentum an die Oregon and California Railroad über. Diese transportierte Baumstämme, Holz und landwirtschaftliche Güter durch das Willamette Valley. Bereits 1887 wurde die Gesellschaft von der Southern Pacific Railroad aufgekauft. Als die Nachfrage nach Holz weiter anstieg, begann die Southern Pacific mit dem Bau einer neuen Zweigstrecke von Libanon nach Mill City im Nordosten. Diese Strecke konnte 1910 fertiggestellt werden. Schnittholz und Baumstämme wurden danach von Mill City aus weiter nach Westen transportiert. Später erbaute die Oregon Electric Company eine Bahnstrecke von Lebanon nach Sweet Home im Südosten. In den 1990er Jahren wurde die 104 Kilometer lange Strecke aus der Southern Pacific ausgegliedert und als Willamette Valley Railroad reorganisiert.

### Die Albany and Eastern Railroad
1998 wechselte der Eigentümer wiederum und so entstand die Albany and Eastern Railroad Company. Im Jahr 2007 erwarb die Rick Franklin Corporation die 104 Kilometer lange Strecke sowie eine 10 Kilometer lange Strecke zwischen Corvallis und South Corvallis. Seither wurden diese Strecken weiter ausgebaut und verbessert. Dabei erhielt die Strecke nach Mill City neue Gleise, um den wachsenden Anforderungen gerecht zu werden. Die AERC ist heute bestrebt, die Sicherheit zu verbessern und gleichzeitig die Transportzeiten zu verkürzen, um die Gemeinden im Willamette Valley effizient zu versorgen.

## Heute

### Güterverkehr
Der verkehrsreichste Abschnitt ist heute die 17,7 Kilometer lange Strecke zwischen Albany und Lebanon. Dort werden, unter anderem, die Unternehmen Entek International und Weyerhaeuser beliefert. Die AERC hat in Albany Verbindung zur Union Pacific Railroad und zur BNSF Railway. In Corvallis hat sie Anschluss an die Portland and Western Railroad. Neue Anlagen für den Warenumschlag wurden in Lebanon und Corvallis errichtet, wobei letzterer hauptsächlich Standort für Landwirtschaftsprodukte ist.
Ferner bietet die Gesellschaft auch Leistungen wie Reparatur und Wartung von Schienenfahrzeugen und Gleisbau, in Partnerschaft mit der Rick Franklin Corporation, an.

### Ausflugszüge
2014 begann die AERC damit, saisonale Ausflugszüge unter dem Namen Santiam Excursion Trains anzubieten. Die Züge werden von historischen Dampf- und Diesellokomotiven gezogen. Für diese Züge verfügt die Gesellschaft über zwei offene Aussichtswagen, einen Barwagen von 1947, einen Barwagen von 1951, einen Gepäckwagen von 1951 und einen Caboose von 1980. Alle Wagen wurden zuvor aufgearbeitet. Die Ausflugszüge befahren die 27 Kilometer lange Strecke zwischen Lebanon und Sweet Home. Während der Fahrt können Ackerland, Waldgebiete, der Santiam River und die Güterbahn in Aktion betrachtet werden.

### Aktuelle Züge
- Brunch and Dinner Train – Brunch- und Abendessen-Zug
- 21+ Rides – Zug für Erwachsene mit Spirituosenverkostung
- Wine Tasting Rides – Zug mit Weinprobe
- Beer Tasting Rides – Zug mit Bierprobe
- Family Rides – Familienzug
- Steam Train – Dampfzug mit den Loks Nr. 2 oder 205[6]

## Fahrzeuge

### Dampflokomotiven

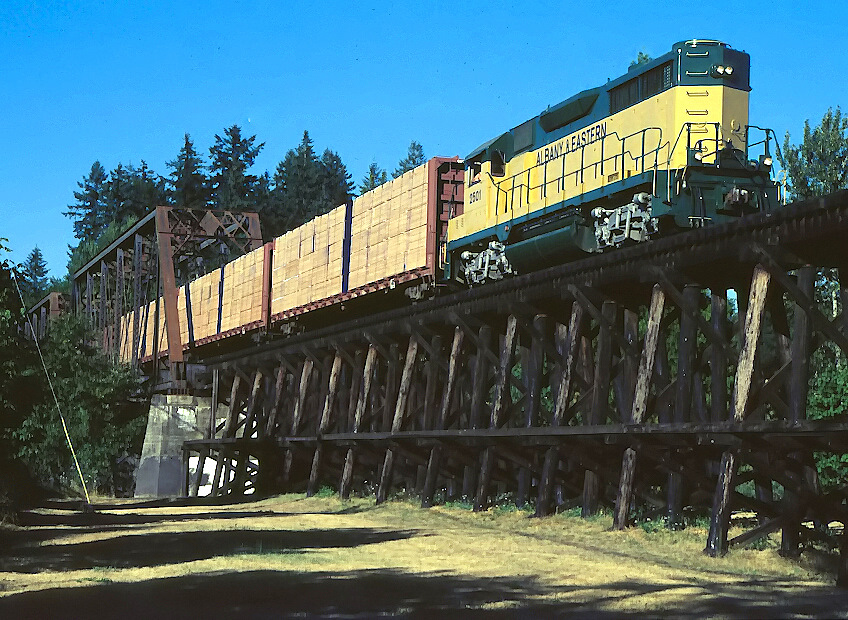
Die Lok Nr. 2501 quert den Santiam River, November 2009.

Zuletzt wurde die Baldwin-Lokomotive mit der Achsfolge 2-6-2 Prairie Nr. 205 der Santa Maria Valley Railroad von 1924, restauriert. Als zweite Dampflok besitzt die Albany and Eastern Railroad die Lok Nr. 2 mit der Achsfolge 2-8-2 Mikado. Beide Loks werden für die Ausflugszüge des Santiam Excursion Train genutzt.

### Diesellokomotiven
Die AERC verfügt zudem über eine Flotte von gebraucht erworbenen Diesellokomotiven, darunter GE-Lokomotiven vom Typ B40-8 und C40-8, sowie EMD-Lokomotiven der Typen GP35E, GP9, SD9 und SW1200r. Diese werden im Güter- und Personenverkehr eingesetzt.
| Lokomotiven       |                           |                  |               |              | |      |
| Betriebs-Nr.      | Hersteller                | Achsfolge/Modell | Baujahr       | Seriennummer | Bemerkung | Bild |
| Dampflokomotiven  |                           |                  |               |              | |      |
| 2                 | Baldwin Locomotive Works  | 2-8-2 Mikado     | 1912          |              | Ehem. Polson Logging Company, 2022 erworben. |      |
| 205               | Baldwin Locomotive Works  | 2-6-2 Prairie    | 1924          |              | Ehem. Santa Maria Valley Railroad, 2021 erworben. |      |
| Diesellokomotiven |                           |                  |               |              | |      |
| Noch ohne Nummer  | GE Transportation Systems | 25 Tonnen        | 1944          | 27501        | Ehem. United States Army Nr. 7769, ehem. Schnitzer Steel, ehem. Northwest Steel Rolling Mills, Salmon Bay Steel, 2022 erworben.                                         |      |
| 1750              | Electro-Motive Diesel     | GP9              | Februar 1959  | 25152        | Ehem. Texas and New Orleans Railroad Nr. 456, ehem. Southern Pacific Transportation Nr. 3660/3859, ehem. Willamette Valley Railway 3859, 1999 als Nr. 3859 erworben.    |      |
| 1807              | GE Transportation Systems | B40-8            | August 1988   | 45516        | Ehem. Southern Pacific Transportation Nr. 8007, Ehem. Union Pacific Railroad Nr. 5616, 2015 erworben.                                                                   |      |
| 1841              | GE Transportation Systems | B40-8            | Juli 1988     | 45689        | Ehem. St. Louis Southwestern Railway Nr. 8041, ehem. Union Pacific Railroad Nr. 1841/5650, 2015 erworben.                                                               |      |
| 1866              | Electro-Motive Diesel     | SW1200r          | Oktober 1953  | 18861        | Ehem. Pittsburg and Shawmut Railroad Nr. 232, ehem. Willamette and Pacific Railroad Nr. 1201, ehem. Portland and Western Railroad Nr. 1201, 2019 als Nr. 1201 erworben. |      |
| 2501              | Electro-Motive Diesel     | GP35E            | Dezember 1963 | 28466        | Ehem. Southern Pacific Transportation Nr. 7412/6524/6303:2, ehem. Willamette Valley Railway Nr. 2501, 1999 erworben.                                                    |      |
| 5399              | Electro-Motive Diesel     | SD9              | Februar 1955  | 19940        | Ehem. Southern Pacific Transportation Nr. 5399/3877/4364, ehem. Willamette Valley Railway Nr. 4364.                                                                     |      |
| 5931              | GE Transportation Systems | B40-8            | April 1988    | 45952        | Ehem. New York, Susquehanna and Western Railway Nr. 4012, ehem. CSX Transportation Nr. 5931, 2017 erworben.                                                             |      |
| 5935              | GE Transportation Systems | B40-8            | April 1988    | 45952        | Ehem. New York, Susquehanna and Western Railway Nr. 4022, ehem. CSX Transportation* Nr. 5935, erworben 2017.                                                            |      |
| 5957              | GE Transportation Systems | B40-8            | Mai 1988      | 45693        | Ehem. Conrail Nr. 5075, ehem. CSX Transportation Nr. 5957, 2017 erworben.                                                                                               |      |
| 9252              | GE Transportation Systems | C40-8            | November 1988 | 45801        | Ehem. Union Pacific Railroad Nr. 9252, 2017 erworben. |      |
| [ 7 ] [ 8 ]       |                           |                  |               |              | |      |